# Discografia di Michael Bublé
Questa pagina contiene la discografia del cantante canadese Michael Bublé.

## Album in studio
- 2001 - BaBalu
- 2002 - Dream
- 2003 - Michael Bublé
- 2005 - It's Time
- 2007 - Call Me Irresponsible
- 2009 - Crazy Love
- 2011 - Christmas
- 2013 - To Be Loved
- 2016 - Nobody but Me
- 2018 - Love
- 2022 - Higher

## Album dal vivo
- 2004 - Come Fly with Me
- 2005 - Caught in the Act
- 2009 - Michael Bublé Meets Madison Square Garden

## Compilation
- 2011 - The Michael Bublé Collection
- 2024 - The Best of Bublé

## Extended play
- 1996 - First Dance
- 2003 - Totally Bublé
- 2003 - Let It Snow!
- 2005 - More
- 2006 - With Love
- 2008 - A Taste of Bublé
- 2010 - Special Delivery
- 2010 - Hollywood: The Deluxe EP
- 2010 - A Holiday Gift for You

## Singoli
- 2003 - How Can You Mend a Broken Heart
- 2003 - Kissing a Fool
- 2004 - Sway
- 2004 - Spider-Man Theme Song
- 2005 - Feeling Good
- 2005 - Home
- 2006 - Save the Last Dance for Me
- 2007 - Everything
- 2007 - Me and Mrs. Jones
- 2007 - Lost
- 2007 - It Had Better Be Tonight
- 2008 - Comin' Home Baby (feat. Boyz II Men)
- 2009 - Haven't Met You Yet
- 2009 - Hold On
- 2009 - Baby (You've Got What It Takes)
- 2010 - Cry Me a River
- 2010 - Crazy Love
- 2010 - Hollywood
- 2011 - Don't Get Around Much Anymore (feat. Tony Bennett)
- 2011 - All I Want for Christmas Is You
- 2011 - Cold December Night
- 2012 - It's Beginning to Look a Lot Like Christmas/Jingle Bells (feat. The Puppini Sisters)
- 2013 - It's a Beautiful Day
- 2013 - Close Your Eyes
- 2013 - After All (feat. Bryan Adams)
- 2013 - You Make Me Feel So Young
- 2014 - To Love Somebody
- 2014 - Baby, It's Cold Outside (con Idina Menzel)
- 2015 - The More You Give (The More You'll Have)
- 2016 - Nobody But Me
- 2016 - I Believe in You
- 2018 - When I Fall in Love
- 2018 - Love You Anymore
- 2018 - Such a Night
- 2019 - Forever Now
- 2020 - Gotta Be Patient (con i Barenaked Ladies e Sofía Reyes)
- 2020 - Elita (con Gary Barlow e Sebastián Yatra)
- 2020 - Cuddle Up, Cozy Down Christmas (con Dolly Parton)
- 2022 - I'll Never Not Love You
- 2022 - Higher